# Ásgeir Ásgeirsson
Ásgeir Ásgeirsson (13 de mayo de 1894-15 de septiembre de 1972) fue el segundo presidente de Islandia entre 1952 y 1968.

## Biografía
Fue hijo del comerciante Ásgeir Eyþórsson y Jensína Björg Mathíasdóttir. Se casó con Dóra Þórhallsdóttir, hija del obispo Þórhal Bjarnason.
Realizó sus estudios secundarios en Islandia para más tarde realizar estudios religiosos en Copenhague. Se graduó finalmente en la Universidad de Islandia en 1915.
Considerado demasiado joven para ser ordenado ministro de la iglesia luterana, pasó a trabajar como secretario del obispo Þórhall Bjarnason. Más tarde, con 29 años, fue elegido miembro del Alþingi por la circunscripción electoral de Vestur-Ísafjarðarsýsla en representación del Partido Progresista.
En 1930, y ya siendo presidente del parlamento de su país, dirigió las celebraciones para conmemorar los mil años de dicho organismo. Posteriormente, de 1931 a 1934, fue ministro de Economía y, de 1932 a 1934, primer ministro. En ese año abandonó el Partido Progresista pero se presentó a futuras elecciones como independiente, permaneciendo en el Alþingi hasta 1952.
De 1938 a 1952 fue director de la entidad financiera Útvegsbanka Íslands, puesto que abandonó para convertirse en el primer presidente de la nación elegido por sufragio universal. Permaneció en este puesto hasta 1968.